# Tjärnen (Skedevi socken, Östergötland)
Tjärnen är en sjö i Finspångs kommun i Östergötland och ingår i Nyköpingsåns huvudavrinningsområde.